# Jupiter (famille de lanceurs)
 (mars 2019).
Si vous disposez d'ouvrages ou d'articles de référence ou si vous connaissez des sites web de qualité traitant du thème abordé ici, merci de compléter l'article en donnant les références utiles à sa vérifiabilité et en les liant à la section « Notes et références ».
La famille de lanceurs super-lourds Jupiter est un ensemble de lanceurs basés sur une architecture dérivée de la navette spatiale américaine : DIRECT. Le projet, désormais annulé, était une alternative aux fusées Ares.
Leur principal avantage était la ré-utilisation d'un grand nombre de composants développés pour la navette spatiale américaine, ce qui aurait pu réduire les coûts grâce à l’expérience, le matériel et le personnel conséquent au retrait du service de celle-ci.

## L'architecture DIRECT
La famille de lanceurs Jupiter a été conçue pour être une famille de fusées étroitement adaptée aux systèmes existants de la navette spatiale. Chaque lanceur Jupiter utiliserait un "étage central commun", constitué d'un réservoir proche du réservoir externe de la navette spatiale, et une paire de boosters à propergol solide montés sur les côtés. Jusqu'à quatre moteurs principaux de la navette spatiale (SSME) seraient utilisés. Pour les charges utiles plus lourdes, un étage supérieur, JUS (pour Jupiter Upper Stage), serait ajouté au sommet du réservoir. DIRECT a souligné la forte présence de composants existants sur ses lanceurs, lesquels pourraient toutefois intégrer des améliorations. 
Les équipages seraient transportés dans le vaisseau Orion de la Nasa situé au sommet du lanceur.

## Variantes
De nombreuses configurations de lanceurs sont possibles, mais la proposition DIRECT publiée en mai 2009, en recommande deux : le Jupiter-130 et le Jupiter-246, avec des capacités en orbite basse annoncées à 60 et 90 tonnes respectivement.

### Jupiter-130
DIRECT propose que la plus petite configuration Jupiter-130 soit la première développée, avec l'objectif de devenir opérationnelle dans les quatre ans suivant le début du programme de développement. Le Jupiter-130 serait constitué de l'étage central commun de Jupiter. Le numéro de configuration "130" signifie un étage cryogénique, trois moteurs principaux et zéro moteur d'étage supérieur. Les lancements initiaux assureraient une liaison avec la Station spatiale internationale, fonction alors assurée que par les fusées Soyouz en attente d'un lanceur habité opérationnel américain.

### Jupiter-246
La configuration Jupiter-246 utiliserait quatre moteurs principaux de la navette spatiale (SSME) pour l'étage principal et comprendrait un étage supérieur. Le Jupiter-246 utiliserait six moteurs RL10B-2 sur l’étage supérieur. Le numéro de configuration "246" signifie deux étages cryogéniques, quatre moteurs principaux et six moteurs d'étage supérieur. Le rôle principal du Jupiter-246 serait de lancer des cargaisons plus lourdes, ainsi que des équipages et des cargaisons pour des missions lunaires.